# スターデューバレー
『スターデューバレー』（英語: Stardew Valley）は、アメリカ合衆国のエリック・バロンによって開発されたシミュレーションロールプレイングゲーム。
2016年発売。以降も継続的にアップデートしている。日本語にも対応しており、2017年にPC版が対応、2018年以降Switch、XbonOne、PS4の日本語版が発売されている。
2024年12月に累計販売本数が4100万本を突破した。

## ゲーム内容
本作は、ゲーム作品『牧場物語』シリーズの影響を強く受けた作りになっている。
プレイヤーは祖父から古い農場を受け継ぎ、道具と少量のお金を手に「スターデューバレー」での新生活を開始する。自然や様々な動植物と触れ合い、作物や畜産業を育てる。
ロマンスも重要な要素である。村人と結婚し、子供を育てることができる。

## 評価
| 年   | 賞                               | 部門                                     | 結果       | 出典                  |
| ---- | -------------------------------- | ---------------------------------------- | ---------- | --------------------- |
| 2016 | Golden Joystick Awards           | Best Indie Game                          | ノミネート | [ 4 ] [ 5 ]           |
| 2016 | Golden Joystick Awards           | PC Game of the Year                      | ノミネート | [ 4 ] [ 5 ]           |
| 2016 | Golden Joystick Awards           | Breakthrough Award                       | 受賞       | [ 4 ] [ 5 ]           |
| 2016 | The Game Awards 2016             | Best Independent Game                    | ノミネート | [ 6 ] [ 7 ]           |
| 2016 | Game Developers Choice Awards    | Best Debut                               | ノミネート | [ 8 ]                 |
| 2016 | IGF Awards                       | Seumas McNally Grand Prize               | ノミネート | [ 9 ]                 |
| 2016 | 2016 SXSW Gaming Awards          | Most Promising New Intellectual Property | ノミネート | [ 10 ]                |
| 2016 | 第13回英国アカデミー賞ゲーム部門 | Best Game                                | ノミネート | [ 11 ]                |
| 2016 | NAVGTR Awards                    | Game, Simulation                         | 受賞       | [ 12 ] [ リンク切れ ] |
| 2016 | NAVGTR Awards                    | Game of the Year                         | ノミネート | [ 12 ] [ リンク切れ ] |
| 2016 | NAVGTR Awards                    | Original Light Mix Score, New IP         | ノミネート | [ 12 ] [ リンク切れ ] |

2025年7月、Steamで最高評価のゲームと報道された。

## 派生コンテンツ
公式の派生コンテンツに、書籍『Stardew Valley Guidebook』（2016年）、ボードゲーム『Stardew Valley: The Board Game』（2021年）、コンサートツアー『Stardew Valley: Festival of Seasons』（2023年初演）、料理本『The Official Stardew Valley Cookbook』（2024年）などがある。
日本でも、ボードゲーム、コンサートツアー（於 紀尾井ホール）、料理本（主婦の友社刊）が翻訳展開されている。